# مادلين جليسون
مادلين جليسون (بالإنجليزية: Madeline Gleason) هي كاتِبة وشاعرة أمريكية، ولدت في 26 يناير 1903، وتوفيت في 22 أبريل 1979.